# Сидоренко Олександр Миколайович
Олекса́ндр Микола́йович Сидоренко (21 серпня 1974, м. Тетіїв, Київська область, Українська РСР — 24 квітня 2015, с-ще Опитне, Ясинуватський район, Донецька область, Україна) — старшина Збройних сил України, учасник російсько-української війни, позивний «Сидор».

## Життєпис
Народився 1974 року в місті Тетієві на Київщині. 1991 закінчив Тетіївську середню школу № 3. З 24 листопада 1992 по 29 серпня 1994 проходив службу в ЗС України, яку завершив у званні сержанта.
З 15 вересня 1994 працював у Тетіївському РО «Сільгоспхімія» трактористом механізованої бригади, а з 1998 — водієм автопарку. 2007 року був звільнений у зв'язку із реорганізацією підприємства. З 2 вересня 2008 працював водієм у ПОПП «Еліта».
У зв'язку з російською збройною агресією проти України ще навесні 2014 добровольцем ходив до військкомату. 19 червня 2014 призваний за частковою мобілізацією Тетіївським районним військовим комісаріатом.
Старшина роти вогневої підтримки 11-го окремого мотопіхотного батальйону «Київська Русь» (до осені 2014 — 11-й батальйон територіальної оборони Київської області).
Під час двох ротацій в зону проведення антитерористичної операції виконував завдання у Донецькій області: Слов'янськ, Дебальцеве, Чорнухине, Нікішине, Авдіївка, селища Піски та Опитне, шахта «Бутівка».
24 квітня 2015-го загинув під час виконання бойового завдання поблизу селища Опитне Ясинуватського району, внаслідок обстрілу.
Похований 28 квітня на міському кладовищі Тетієва.
Без Олександра залишилися дружина Олена та троє синів, — 21-річний Микола, 9-річний Іван та 4-річний Артем.

## Нагороди та звання
- За особисту мужність і високий професіоналізм, виявлені у захисті державного суверенітету та територіальної цілісності України, вірність військовій присязі нагороджений орденом «За мужність» ІІІ ступеня (4.6.2015, посмертно)[3].
- Нагороджений орденом «Лицарський хрест України» (2016, посмертно)[4].
- Почесний громадянин міста Тетієва (2015, посмертно)[5].

## Вшанування пам'яті
21 серпня 2015 на фасаді будівлі Тетіївської ЗОШ І—ІІІ ступенів № 3 відкрито меморіальну дошку загиблому випускнику школи Олександрові Сидоренку.